# 안나 마리아 페레로
안나 마리아 페레로(Anna Maria Ferrero, 1934년 2월 18일 ~ 2018년 5월 21일)는 이탈리아의 배우이다.

## 출연 작품
- 프라카스 장군 (1961)
- 아우스트리츠의 영웅 (1960)
- 전쟁과 평화 (1956)
- 가난한 연인들의 연대기 (1954)
- 미망인 (1954)
- 디 언페이스펄 (1953)
- 정복된 사람들 (1953)
- 더 스카이 이즈 레드 (1950)